# نوک‌اسکوت
نوک‌اسکوت (به انگلیسی: NokScoot) یک شرکت هواپیمایی با کد یاتا XW است که در تاریخ ۲۰۱۵ میلادی تأسیس شده و در تاریخ ۲۰ مه ۲۰۱۵ فعالیتش را آغاز کرده‌است. دفتر مرکزی نوک‌اسکوت در بانکوک، تایلند واقع شده‌است و قطب این شرکت هواپیمایی در فرودگاه بین‌المللی دن موئنگ قرار دارد و به ۳ مقصد، پرواز مستقیم انجام می‌دهد.